# MTV Europe Music Awards 1995
Les MTV Europe Music Awards 1995 ont eu lieu le 23 novembre 1995 à Paris en France au Zénith. La cérémonie est présentée par Jean-Paul Gaultier.

## Chanteurs
- Blur – The Universal
- Bon Jovi – Hey God
- David Bowie – The Man Who Sold the World
- The Cranberries – Zombie
- East 17 – Thunder
- MC Solaar
- Simply Red – Fairground

## Présentateurs
- Carla Bruni
- Nina Hagen
- Zucchero
- George Michael
- Jean-Claude Van Damme
- Jarvis Cocker
- Kylie Minogue

## Récompenses

### Meilleure chanson
- The Cranberries – Zombie
- Michael Jackson – You Are Not Alone
- The Offspring – Self Esteem
- Seal – Kiss from a Rose
- TLC – Waterfalls

### Meilleure vidéo
- Massive Attack – Protection (réalisé par Michel Gondry)

### Meilleure artiste féminine
- Björk
- Sheryl Crow
- PJ Harvey
- Janet Jackson
- Madonna

### Meilleur artiste masculin
- Michael Jackson
- Dr. Dre
- Lenny Kravitz
- Scatman John
- Neil Young

### Meilleur groupe
- U2
- Blur
- Bon Jovi
- Green Day
- R.E.M.

### Révélation 1995
- Dog Eat Dog
- H-Blockx
- Alanis Morissette
- Portishead
- Weezer

### Meilleur artiste dance
- East 17
- Ini Kamoze
- La Bouche
- Moby
- Sin With Sebastian

### Meilleur artiste rock
- Bon Jovi
- Green Day
- Oasis
- The Offspring
- Therapy?

### Meilleur artiste live
- Take That
- Bon Jovi
- The Prodigy
- R.E.M.
- The Rolling Stones

### Free Your Mind
- Greenpeace